# Płyta wiórowa

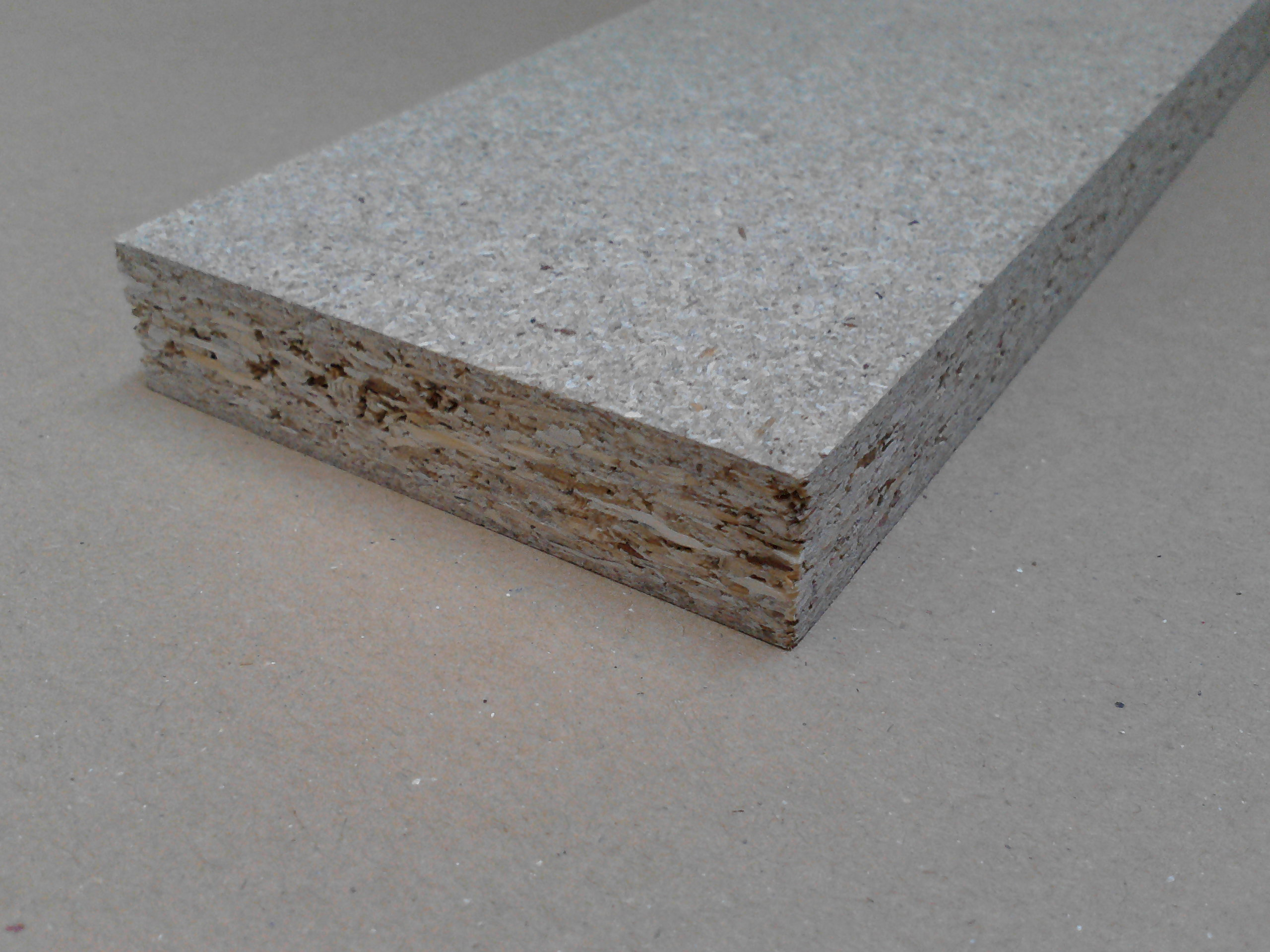
Surowa płyta wiórowa

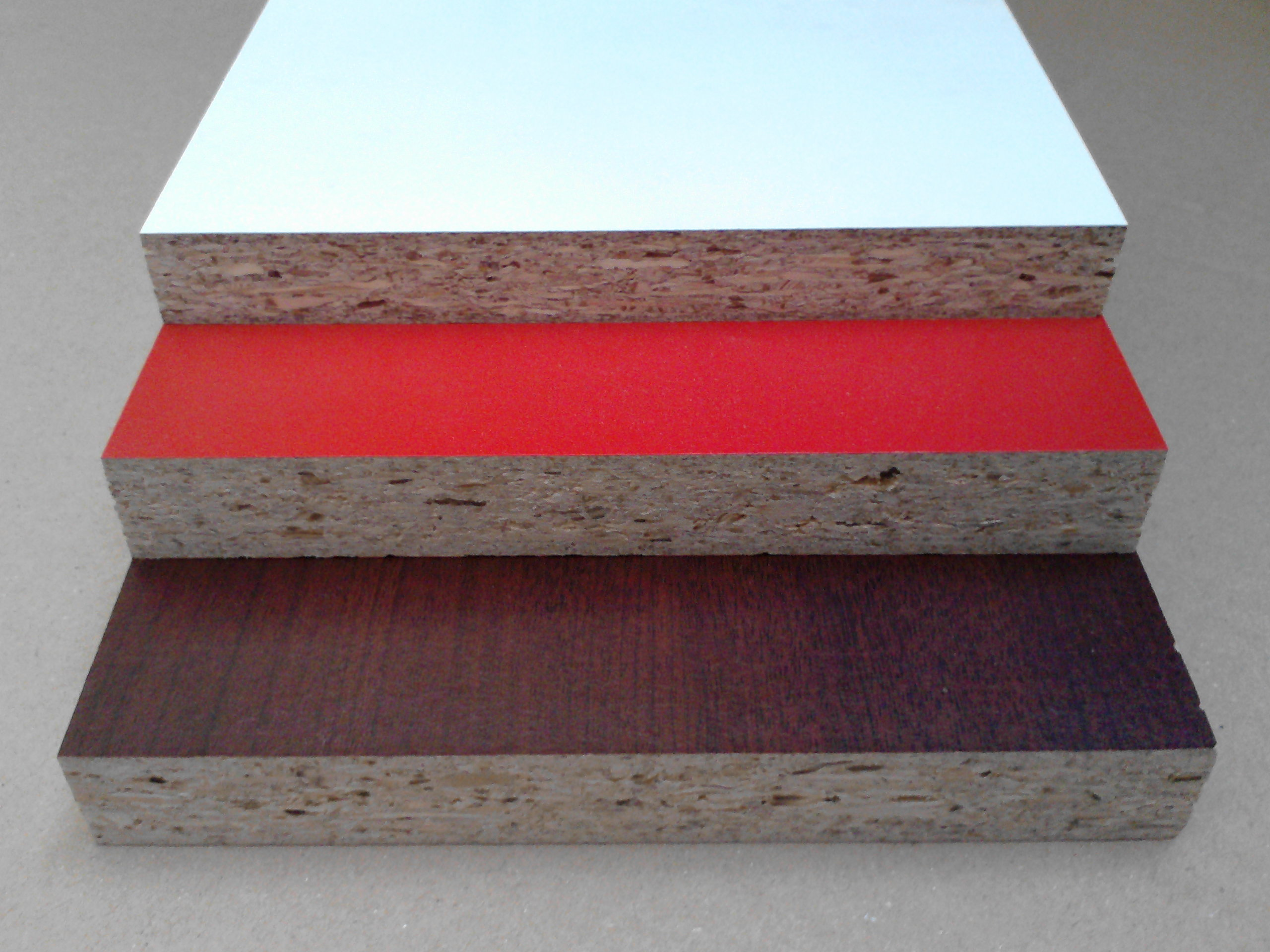
Płyty wiórowe laminowane

Płyta wiórowa – materiał konstrukcyjny dla przemysłu meblarskiego i budownictwa wytworzony ze specjalnie przygotowanych wiórów drzewnych, sprasowanych z dodatkiem żywic przy użyciu ciśnienia i wysokiej temperatury w płyty o różnych wymiarach, grubościach, ciężarze objętościowym i parametrach wytrzymałościowych. 
Występuje w zależności od zapotrzebowania jako jedno- i wielowarstwowe (laminat), o podwyższonej wodo-, grzybo- i ognioodporności oraz powierzchniach porowatych lub gładkich, zagęszczonych pyłem drzewnym. Wióry do produkcji wytwarzane są ze zdrowego drewna drobnowymiarowego, odpadowego lub nienadającego się do przerobu na lite deski. 
Pochodne płyty wiórowej to: płyty paździerzowe, płyty lniane i konopne, płyty ze zdrewniałych cząstek innych roślin jednorocznych (łodygi bawełny, łuski ryżu), odpadów trzciny cukrowej – bagassy itp. 	
Wykorzystywane są w przerobie jako surowe, laminowane, obłogowane pod lakier lub fornirowane.